# Triburile israelite

Harta celor 12 triburi ale lui Israel

Triburile israelite (Fiii lui Israel sau Semințiile lui Israel) sunt diviziunile tradiționale ale vechiului popor evreu (Gen. 29:32-35, 30:1-20). 
Conform Bibliei, cele douăsprezece seminții ale lui Israel sunt descendenții fiilor lui Iacob, numiți generic „Israel” după numele pe care Iacob l-a primit de la Dumnezeu. În Biblie și în Coran, Iacob-Israel a fost al treilea patriarh al poporului evreu cu care Dumnezeu a făcut un legământ, și strămoșul triburilor lui Israel, care au fost numite după urmașii săi.

## Date biblice
În Vechiul Testament  se scrie următoarele, despre dispariția a 11 triburi evreiești după cucerirea asiriană
„Au părăsit toate poruncile Domnului, Dumnezeul lor, și-au făcut viței turnați, au făcut idoli de ai Astarteei,, s-au închinat înaintea întregii oștiri a cerurilor, și au slujit lui Baal. Au trecut prin foc pe fiii și fiicele lor, s-au dedat la ghicire și vrăjitorii, și s-au vândut ca să facă ce este rău înaintea Domnului, mâniindu -L. De aceea Domnul S-a mâniat foarte tare împotriva lui Israel, și i-a îndepărtat dela Fața Lui. N-a rămas decât seminția lui Iuda.”
În Biblie, Iacob este fiul lui Isaac și al Rebecăi, nepotul lui Avraam și al Sarei și fratele geamăn mai mic al lui Esau. El a avut doisprezece fii și o fiică cu cele două soții ale sale, Lea și Rahela și cu cele doua slujnice, Bilha și Zilpa. Copiii menționați în Geneză sunt Ruben (Geneză 29:32), Simeon (Geneză 29:33), Levi (Geneză 29:34), Iuda (Geneză 29:35), Dan (Geneză 30:5), Neftali (Geneză 30:7), Gad (Geneză 30:10), Așer (Geneză 30:12), Isahar (Geneză 30:17), Zabulon (Geneză 30:19), Iosif (Geneză 30:23) și Beniamin (Geneză 35:18). Pe lângă aceștia, Iacob a adoptat doi copii ai lui Iosif, pe Efraim și Manase și a avut cel puțin o fiică, Dina.
Povestea cu cele douăsprezece triburi începe atunci când Iacob și familia lui au plecat în Egipt, numărând  „ 70 de suflete". În curand, numarul lor a crescut semnificativ, fiind cunoscuți ca și „poporul israelit”. După moartea lui Iosif, unul din fiii lui Iacov, care devenise guvernator al Egiptului, faraonul i-a asuprit pe israeliți, silindu-i la  munci împovărătoare.
Dumnezeu și-a adus aminte de legământul Său cu Avraam, cu Isaac și cu Iacob, și i S-a arătat  lui Moise care a salvat poporul israelit, ducând-i în „Țara făgăduită".  La acel moment, se estimeaza a fi fost aproximativ 600.000 de barbati. Pe Muntele Sinai, Moise primeste Tablele Legi, iar dupa 40 de ani, israelitii ajung in Canaan, in frunte cu Iosua. După cucerirea Țării Făgăduite, fiecărui trib i se atribuie un teritoriu unde să își întemeieze o familia.  

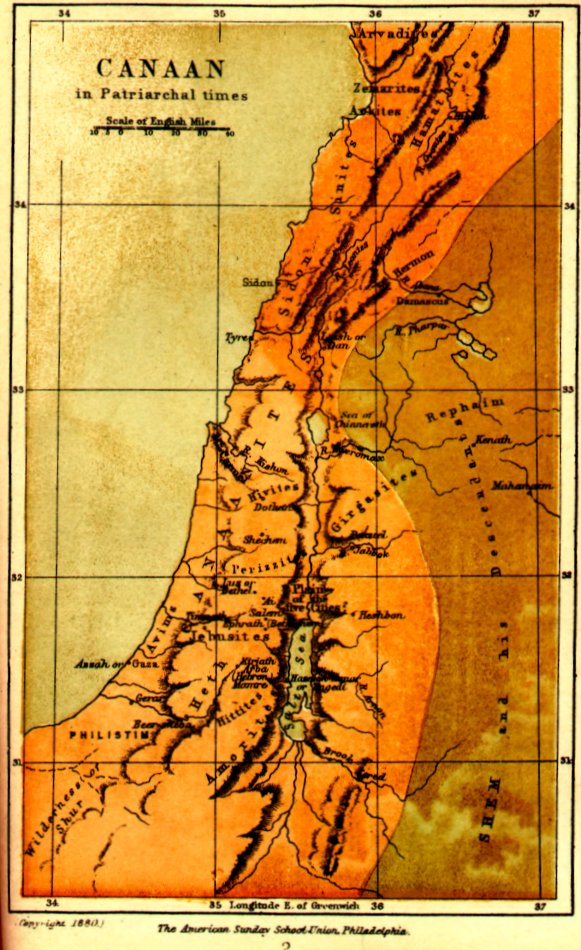
Harta Canaanului antic

Unirea celor douăsprezece triburi a fost efecuata în primul rând realizată pe considerente religioase, bazată pe credința în „Domnul lui Israel" cu care triburile au făcut un legământ. „Cortul întîlnirii” și „Chivotul Legământului” au fost obiectele cele mai sacre ale uniunii tribale și tradiția biblică arată că au fost mai multe centre religioase de-a lungul vremii.  În timpul rătăcirii prin deșert, „muntele lui Dumnezeu " adica Muntele Sinai sau Horeb , a servit ca un astfel de loc , așa cum a făcut și oaza de la Cades - Barnea , unde triburile au rămas pentru ceva timp și de unde au încercat o prima cucerire cucerire a taramului promis. Multe locuri din Canaan sunt menționate ca fiind centre de pelerinaj, cum ar fi Penuel , unde Iacob a primit numele de Israel, Betel  unde se spune ca ar fi poposit Arca, etc.
Numărul doisprezece este nici fictiv, nici rezultatul unei cercetari genealogice reale.  Este o cifră instituționalizata și stilizata, care se găsește si printre alte triburi, precum cel al fiilor lui Ismael, ai lui Nahor , Ioctan sau Esau. De asemenea, acest număr doisprezece sau uneori șase este întâlnit și in Asia Mică , Grecia și Italia. În Grecia , o astfel de grupăre poarta numele de amfictionie, adica o uniune de triburi sau asociație de orașe-state, grupate în jurul unui sanctuar comun.  Fiecare trib a fost însărcinat  cu întreținerea si aprovizionarea unui altar . Membrii acestor triburi faceau pelerinaje la centrul religios comun la ocazii festive.  În ambele culturi, în cazul în care un trib s-ar fi retras sau ar fi fost absorbit de un alt trib, numărul doisprezece ar fi fost păstrat, fie prin divizarea unuia dintre triburile rămase sau acceptarea unui nou trib în uniune. De exemplu, atunci când seminția lui Levi, este luata in considerare ca făcând parte dintre cele douăsprezece triburi, semintia lui Iosif  nu este numărată, și invers, aceași situație aplicându-se și în cazul semințiilor lui Manase și Efraim.